# Ordre de Bataille Wojska Polskiego podczas wojny polsko-bolszewickiej

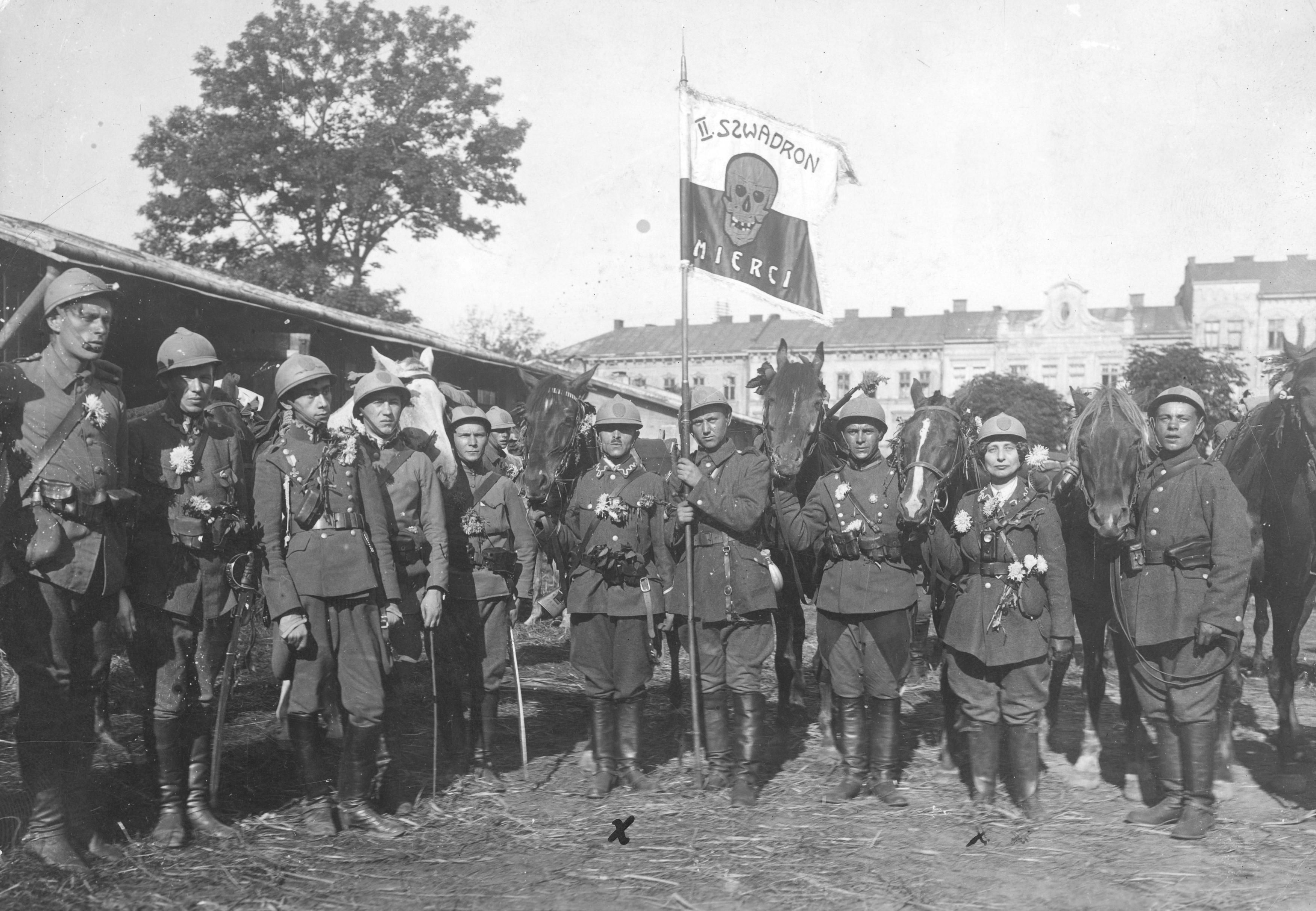
2 Szwadron Śmierci sformowany przez polskich żołnierzy-ochotników we Lwowie, 1920.

Poniższa lista przedstawia schemat najważniejszych jednostek Wojska Polskiego, jakie brały udział w wojnie polsko-bolszewickiej (1919-1921).
- Polska Organizacja Wojskowa
- Polska Siła Zbrojna
- 1 Armia
- 2 Armia
- 3 Armia
- 4 Armia
- 5 Armia
- 6 Armia
- 7 Armia
- Armia Rezerwowa
- Armia Ochotnicza
- 1 Korpus Polski w Rosji

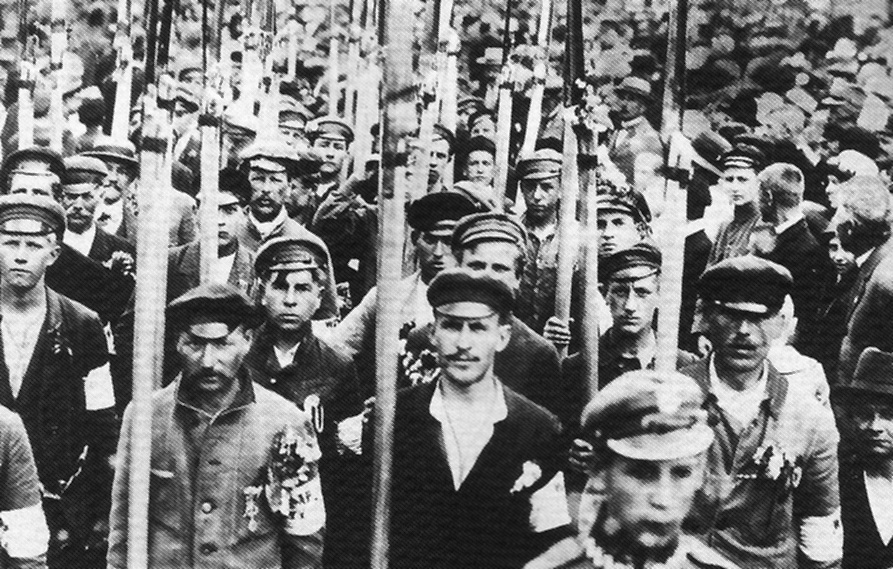
Oddział Kosynierów, 1920.

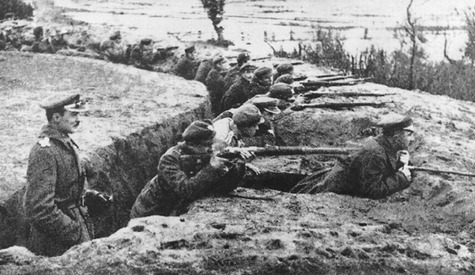
Bitwa nad Niemnem.

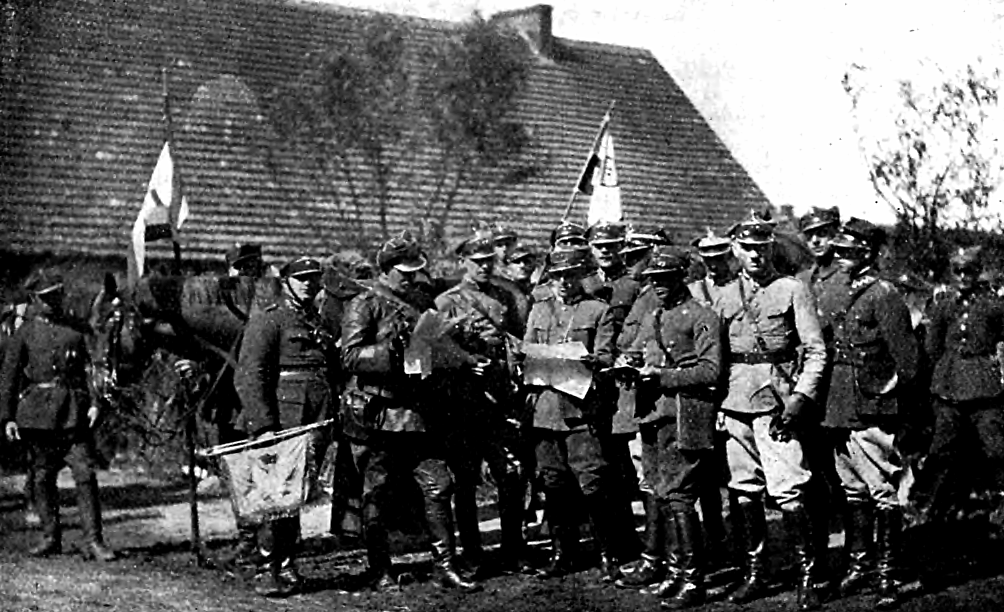
Dowództwo polskiego pułku.

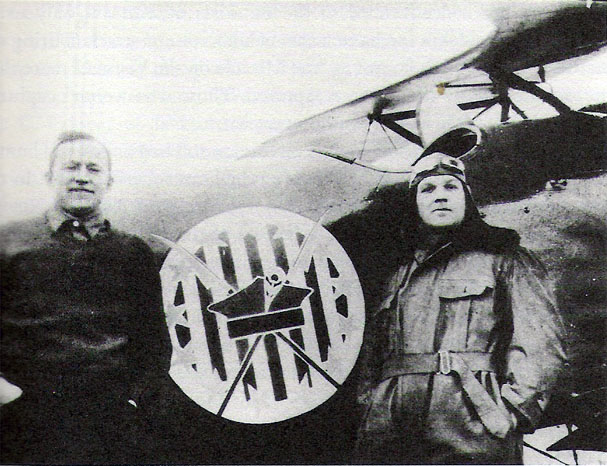
Amerykańscy piloci-ochotnicy: Merian C. Cooper i Cedric Fauntleroy.

- 1 Dywizja Jazdy (dowódca: Juliusz Rómmel)
- 1 Dywizja Litewsko-Białoruska (reorganizacja w 1920 w 2 Dywizję Litewsko-Białoruską oraz w 1921 w 19 Dywizję Piechoty)
- 2 Dywizja Litewsko-Białoruska (reorganizacja w 1 Dywizję Litewsko-Białoruską oraz w 1920 w 20 Dywizję Piechoty)
- 1 Dywizja Piechoty Legionów (sformowana z żołnierzy 1 Brygady Legionów Polskich)
- 2 Dywizja Piechoty Legionów
- 3 Dywizja Piechoty Legionów
- 4 Pomorska Dywizja Piechoty (później przemianowana na 26 Dywizję Piechoty)
- 5 Dywizja Strzelców Polskich (również znana jako Dywizja Syberyjska lub Brygada Syberyjska)
  - 1 Syberyjski Pułk Piechoty, dowódca: Franciszek Dindorf-Ankowicz (później przemianowana na 82 Syberyjski Pułk Piechoty)
  - 2 Syberyjski Pułk Piechoty, dowódca: Józef Werobej
- 6 Dywizja Piechoty, dowódca: płk Ignacy Pick
- 7 Dywizja Piechoty, dowódca: płk Szubert
  - 13 Brygada, dowódca: Herman
  - 14 Brygada, dowódca: Pogórzelski
  - 7 Brygada Artylerii, dowódca: Luberadzki
- 8 Dywizja Piechoty
- 9 Dywizja Piechoty
  - 17 Brygada Piechoty
    - 15 Pułk Piechoty
    - 22 Pułk Piechoty

  - 18 Brygada Piechoty
    - 34 Pułk Piechoty
    - 35 Pułk Piechoty

  - 9 Brygada Artylerii
    - 9 Pułk Artylerii
- 10 Dywizja Piechoty (w jej skład wchodziły: była 4 Dywizja Strzelców Polskich oraz 2 Brygada Legionów Polskich)
- 11 Dywizja Piechoty
- 12 Dywizja Piechoty
- 13 Dywizja Piechoty (była 1 Dywizja Strzelców Polskich)
- 14 Dywizja Piechoty (również znana jako 14 Wielkopolska Dywizja Piechoty; dowódca: gen. Filip Dubiski)
- 15 Dywizja Piechoty (również znana jako 15 Wielkopolska Dywizja Piechoty)
- 16 Dywizja Piechoty (również znana jako 16 Pomorska Dywizja Piechoty, sformowana 16 sierpnia 1919. Była 4 Dywizja Strzelców Pomorskich)
  - 31 Brygada Piechoty (dowódca: płk Mischke)
  - 32 Brygada Piechoty (65 Pułk Piechoty bez 1,5 batalionu; dowódca: Krauss)
  - 16 Brygada Artylerii (niepełna)
- 17 Dywizja Piechoty (sformowana jako 3 Dywizja Strzelców Wielkopolskich)
- 18 Dywizja Piechoty (sformowana z „Błękitnej Armii” gen. Hallera)
- (Uwaga: 19 Dywizja Piechoty nie została sformowana podczas wojny polsko-bolszewickiej. Została uformowana dopiero w 1921 roku z 1 Dywizji Litewsko-Białoruskiej istniejącej w latach 1918–1921)
- 20 Dywizja Piechoty (dowódca: płk Wilhelm Andrzej Lawicz-Liszka; była 2 Dywizja Litewsko-Białoruska)
- 21 Dywizja Piechoty Górskiej
- 22 Dywizja Piechoty Górskiej
- 23 Dywizja Piechoty
- 24 Dywizja Piechoty
- 25 Dywizja Piechoty
- 26 Dywizja Piechoty
- 27 Dywizja Piechoty
- 28 Dywizja Piechoty
- 29 Dywizja Piechoty
- 30 Dywizja Piechoty
- Jednostki indywidualne:
  - Siły Powietrzne (w tym amerykańscy piloci-ochotnicy służący w „Eskadrze Kościuszkowskiej”)[2]
  - Marynarka Wojenna (Flotylla Pińska)[3]
  - Orlęta Lwowskie
  - Ochotnicza Legia Kobiet
  - 14 Pułk Piechoty (sformowany w większości z byłego 90 Pułku Armii Austro-Węgierskiej. 5 Kompania dowodzona przez Antoniego Chruściela)
  - 36 Pułk Piechoty Legii Akademickiej
  - 49 Huculski Pułk Strzelców (były 15 Pułk Strzelców Polskich „Błękitnej Armii” generała Hallera. We wrześniu 1919 przemianowany na 40 Kresy Infantry Rifle Regiment następnie zmieniony w marcu 1920 na 49 Huculski Pułk Strzelców)
  - „Wolna Brygada Kozacka” (była jednostka należąca do 3 Brygady Kawalerii Kozaków Dońskich), Robotniczo-Chłopskie Armii Czerwonej, dowódca: esauł Wadim Jakowlew[4]
  - Szwadrony śmierci (złożone głównie z ochotników: Dywizjon Jazdy Ochotniczej – tzw. „Huzarzy Śmierci” oraz 2 Szwadron Śmierci we Lwowie)[5]
  - Policja Państwowa (funkcjonariusze Policji służyli w Dywizjonie Jazdy Ochotniczej w Szwadronie Policji Konnej, w 1920 roku funkcjonariusze Policji Państwowej sformowali własny 213 Policyjny Pułk Piechoty)[6]
  - Wojska ochotnicze oraz formacje milicyjne (głównie oddziały Kosynierów i Pikinierów, formowane z ludności chłopskiej i robotników)